# Eudemão (prefeito urbano)
Eudemão (em latim: Eudaemon; em grego: Ευδαιμων; romaniz.: Eudaimon) foi um oficial bizantino, ativo sob Justiniano (r. 527–565). Era prefeito urbano de Constantinopla e quando em janeiro de 532 sentenciou a morte por assassínio nove membros das facções do Hipódromo, provocou a eclosão da Revolta de Nica. Por conta do relatório elaborado por Basilides, Constancíolo e Mundo, Eudemão, João da Capadócia e Triboniano foram demitidos e Eudemão foi substituído por Trifão.